# Giovanni Guido Agrippa
Giovanni Guido Agrippa war ein zwischen 1501 und 1519 in Venedig tätiger Medailleur. Er war von niederem Adel und stand im Dienst des Dogen Leonardo Loredan, in dessen Auftrag er mindestens zwei Gedenkmedaillen anfertigte, die wahrscheinlich anlässlich der Amtsübernahme, im Jahre 1501, entstanden sind. Ob er neben diesen beiden signierten Arbeiten weitere Medaillen angefertigt hat, ist unbekannt.